# Buix
Buix es una antigua comuna suiza del cantón del Jura, situada en el distrito de Porrentruy. El 1 de enero de 2009 se fusionó con los municipios de Courtemaîche y Montignez para formar la comuna de Basse-Allaine.
El municipio limitaba con las comunas de Montignez, Courtemaîche, Bure, Boncourt, Villars-le-Sec (Francia) y Courcelles (Francia).
La población está situada en un pequeño valle por el cual discurre el río Allaine.
En catalá, Buix significa 'Boj'